# Рій (товариство)
«Рій» (Товариство пчолярôв «Рôй» в Ужгороді) — товариство пасічників на Карпатській Україні, діяло в 1924—1930 роках з метою поширити модерне пасічництво на Закарпатті. 
Організувало промислову пасіку, майстерні, курси, виставки; видавало журнал «Підкарпатське Пчолярство» (1923—1925).